# Vix pervenit (Enzyklika)
Vix pervenit ist der Titel einer Enzyklika, die von Papst Benedikt XIV. am 1. November 1745 in Rom veröffentlicht worden ist. Adressaten der Enzyklika waren die Patriarchen, Erzbischöfe, Bischöfe und Ordensgemeinschaften Italiens. Der Titel nennt die ersten beiden Wörter des in lateinischer Sprache verfassten Rundschreibens. Vix pervenit bedeutet frei übersetzt: Kaum kam uns zu Ohren.

## Zum Inhalt

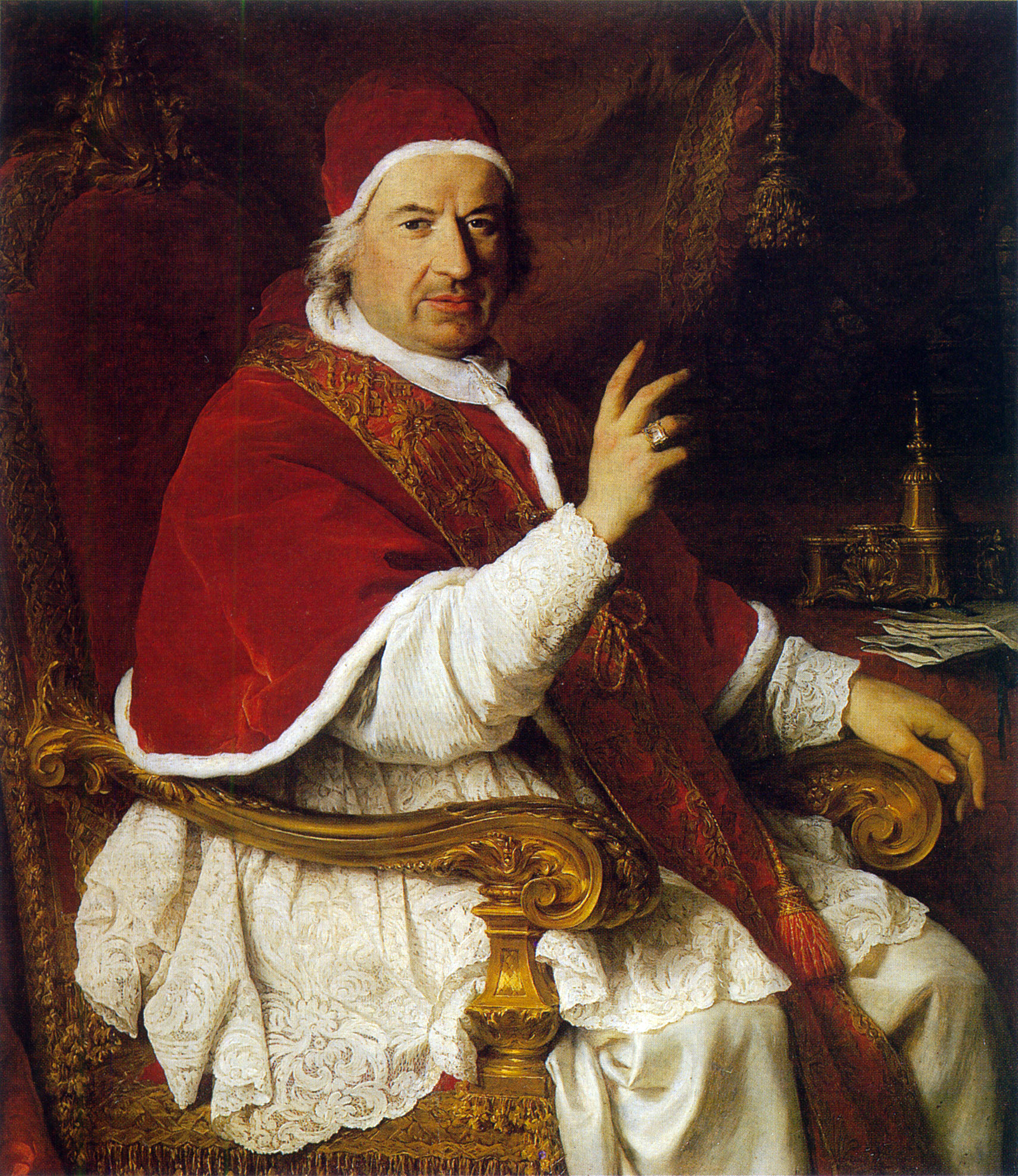
Papst Benedikt XIV.,
Verfasser der Enzyklika
«Vix pervenit»

Die Enzyklika befasst sich mit der Frage, ob es einem Christen erlaubt sei, für ein Darlehen Zinsen (usura) zu nehmen. Die Antwort ist ein Nein zum Wucher, dem überhöhten Zins: Die Sünde, die usura heißt und im Darlehensvertrag ihren eigentlichen Sitz und Ursprung hat, beruht darin, dass jemand aus dem Darlehen selbst für sich mehr zurückverlangt, als der andere von ihm empfangen hat […] Jeder Gewinn, der die geliehene Summe übersteigt, ist deshalb unerlaubt und wucherisch. Weiter heißt es: Man huldigte aber … einer falschen und sehr gewagten Ansicht, wenn man meinen würde …, es sei immer erlaubt, einen rechtmäßigen Mehrwert über die volle und unverlorene Stammsumme hinaus zu nehmen, so oft man Geld, Getreide oder etwas anderes dieser Art einem anderen kreditiert. Wenn Jemand also denkt, ist er nicht nur im Widerspruch mit den göttlichen Lehren und der Entscheidung der Kirche über den Darlehenszins, sondern zweifellos auch sogar mit dem allgemeinen Menschheitsbewusstsein und mit der natürlichen Vernunft.
In den Ausführungsbestimmungen für die italienische Kirche wird ausdrücklich gefordert, dass bei keiner Synode, Predigt oder Christenlehre etwas von obigen Thesen Abweichendes vorgetragen werden dürfe. Wer dieser Forderung gegenüber ungehorsam sei, habe mit den Strafen zu rechnen, die durch die hl. Kanones über die Verächter und Übertreter der apostolischen Weisungen verhängt sind. Die Verantwortlichen der Kirche werden darüber hinaus angewiesen, das Schandmal und Laster des Darlehnszinsnehmens unter Hinweis auf die Hl. Schriften zu brandmarken.

## Zur Vorgeschichte
Bis zu Anfang des 18. Jahrhunderts war – im Gegensatz etwa zum calvinisch geprägten Protestantismus – in der römisch-katholischen Kirche das biblische Zinsverbot lehrmäßig unbestritten. In der Praxis jedoch wurde dieses Verdikt durch eine Reihe spezieller Darlehnsverträge umgangen. Noch 1740 veröffentlichte Petrus Ballerini, Rektor der Akademie von Verona, einen Traktat, in dem er vor dem Irrtum warnte, das Zinsverbot betreffe nur die so genannte Wuchersünde. Sowohl das Alte und das Neue Testament als auch die Kirchenväter, Konzilien und Päpste hätten einmütig jeden Darlehenszins als Wucher bezeichnet. Eine besondere Brisanz bekam diese Schrift dadurch, dass die Stadt Verona fast zur selben Zeit ihren Bürgern eine öffentliche Anleihe, die vier Prozent verzinst werden sollte, per Verordnung auferlegt hatte. Auch in anderen italienischen Städten gab es ähnliche Verordnungen. Diese Zusammenhänge führten zu einer leidenschaftlichen landesweit geführten Zinsdiskussion.
In diesen Meinungsstreit griff der Poet, Archäologe und Universalgelehrte Francesco Scipio Maffei durch die Herausgabe dreier Bücher ein, die Maffeis Freund und ehemaligem Lehrer Papst Benedikt XIV. gewidmet waren. Der Obertitel der Buchreihe lautete: Dell’ impiego del denaro, libri tre (deutsch: Über die Anlage des Geldes, drei Bücher). Im ersten Band versuchte Maffei den Nachweis zu erbringen, dass die Heilige Schrift an keiner Stelle einen gesetzlich geregelten und maßvollen Zins verbiete. Die Positionen der Kirchenväter, des Kirchenrechts und die Glaubenslehre der Kirche stehen im Fokus des zweiten Maffei-Buches. Hier herrsche – so der Verfasser – Einigkeit darüber, dass der Wucher sündhaften Charakter habe, nicht aber ein mäßiger Zins von vier bis fünf Prozent. Im dritten Band werden Vernunftsgründe angeführt, die – so Maffei u. a. – die Theorie von der Unfruchtbarkeit des Geldes widerlegen.
Da Maffeis Bücher zur Anlage des Geldes den Meinungsstreit verschärften, sah sich Benedikt XIV., dem diese Schriften ja gewidmet waren, zu einer Reaktion gezwungen. Die einleitenden Sätze und damit auch der Titel der Enzyklika Vix pervenit knüpfen an diese Auseinandersetzung an: Anlässlich des entbrannten Streites (er dreht sich darum, ob ein gewisser Vertrag für rechtskräftig angesehen werden dürfe) kam Uns zu Ohren, dass sich über Italien Ansichten ausbreiten, die mit der gesunden Lehre nicht in Einklang zu stehen scheinen. Damit ein derartiges Übel nicht durch länger dauerndes Stillschweigen noch mehr erstarke, hielten Wir es sogleich für Unseres apostolischen Amtes Pflicht, ein wirksames Gegenmittel darzureichen und dem Übel die Möglichkeit zu nehmen, weiter fortzuwuchern und auch bis anhin noch unversehrte Städte Italiens anzustecken.